# Алсу (альбом)
«Алсу» — дебютный студийный альбом российской певицы Алсу, выпущенный в 1999 году на лейбле Iceberg Music. Большинство песен для альбома было написано композитором Александром Шевченко.
Главными хитами с альбома стали песни «Зимний сон» и «Иногда», последняя также получила статуэтку «Золотого граммофона». Особую популярность приобрёл видеоклип на песню «Зимний сон», в котором снялись Сергей Маковецкий (который он похож на Григория Лепса) и Елена Яковлева, и в котором Алсу в «декорациях пригородной буржуазной идиллии» изображала набоковскую нимфетку Лолиту.
Сама пластинка также имела успех, разойдясь за полгода тиражом в 700 тысяч копий. По данным «Российского музыкального ежегодника» компании InterMedia альбом занял тринадцатое место по продажам в России за 2000 год.
После выхода дебютного альбома Алсу отправилась в свой первый гастрольный тур, в котором выступала только «живьем». Для этого продюсеры пригласили целую команду профессиональных музыкантов-аккомпаниаторов.

## Отзывы критиков
| Оценки критиков | Оценки критиков |
| Источник        | Оценка          |
| --------------- | --------------- |
| Живой звук      | [ 7 ]           |

Илья Кормильцев из газеты «Живой звук» оценил альбом на три балла из пяти и написал: «На обложку приятно посмотреть: красивая девушка, красиво упакована. Внутри таже дезодорантная свежесть: дорогой звук, бархатистая пустота. Осталось выяснить, для кого предприняты все эти затраты на роскошь. Потому что для народной аудитории здесь слишком много шику, для молодежи слишком отдает дорогим ночным клубом, посетители же упомянутого клуба могут посмотреть певицу живьем и даже вблизи. Наверное, девушке ну просто очень захотелось, чтобы у нее всё было, как у взрослых: своя пластинка, свои клипы и т. д. А желание дамы — закон. Реально». Эльза Урштейн из издания «Звуки.ру» оставила неоднозначный отзыв альбома, написав: «Эпитет „свежий“ встречается во всех лояльных к АЛСУ рецензиях на АЛСУ, ибо он единственный, который можно употребить в лояльной рецензии по отношению к АЛСУ-голосу. Вот все и употребляют. Культ юности — примета нашего непростого времени».
Алексей Мажаев из InterMedia, комментируя переиздание, написал: «Изменился порядок треков, пропала одна старая песня, появились две новые, с которых и начинается, извините за выражение, звуковая дорожка. „Когда любовь ко мне придет“ — это очередная вариация на тему „Unbreak My Heart“ Тони Брэкстон, подписанная почему-то Игорем Крутым. А „Осень“, увы, продолжает традиции англоязычного репертуара Алсу, которая на чуждом языке пытается петь чуждые русофильскому уху соул и ар-эн-би. Но тех, кто без потерь выдержит два первых трека, ждет новая встреча с блистательным дебютным альбомом певицы — с озорной песенкой „Иногда“, щемящим „Зимним сном“, наивным „Последним звонком“ и великолепным, но недооцененным дуэтом с Александром Шевченко „Вместе и навсегда“».

## Список композиций
Оригинальное издание
1. «Зимний сон» (Александр Шевченко) — 4:20
2. «Босиком» (Александр Шевченко, Снежана Овчинникова, Сергей Овчинников) — 3:35
3. «Последний звонок» (Вадим Байков) — 2:53
4. «Глаза в глаза» (Александр Шевченко, Лара Д’Элиа) — 3:32
5. «Мечты» (Игорь Газарх) — 3:44
6. «Весна» (Александр Шевченко) — 3:21
7. «Иногда» (Александр Шевченко) — 3:48
8. «Свет в твоём окне» (Лариса Рубальская, Вадим Байков) — 4:15
9. «Райский сад» (Лара Д’Элиа) — 4:14
10. «Дуэт (Вместе и навсегда)» (Александр Шевченко) — 3:28 — дуэт с Александром Шевченко
11. «Зимний сон» (Александр Шевченко) — 4:02 — Remix, скрытый трек

Бонус-треки переиздания 2001 года
1. «Осень» (Александр Шевченко) — 4:37
2. «Когда любовь ко мне придет» (Константин Арсенев, Игорь Крутой) — 4:11

## Участники записи
- Аранжировка — Валерий Демьянов (1), Игорь Крюков (2-4, 6-10), Азад Геокчаев (2), Артем Бауер (5, 11)
- Бэк-вокал — Маша Кац (2, 8), Владимир Васильев (7), Игорь Крюков (9)
- Вокал — Алсу
- Гитара — Игорь Хомич (3, 6), Александр Дулов (4, 5, 8, 11), Владимир Васильев (8)
- Продюсер — Валерий Белоцерковский
- Саунд-продюсер — Валерий Демьянов

Данные актуальны для оригинального релиза и взяты из аннотации к альбому.